# Ajchal
Ajchal (Russisch: Айхал; Jakoets voor "roem") is een mijnbouwplaats (nederzetting met stedelijk karakter) in de Russische republiek Sacha (Jakoetië). De plaats ligt in het Viljoej-bekken, op 60 kilometer ten zuiden van de stad Oedatsjny en ongeveer 500 kilometer ten noordoosten van Mirny. De plaats, die bestuurlijk gezien onder jurisdictie van de oeloes Mirninski (van Mirny) staat, telde 15.782 inwoners bij de volkstelling van 2002 tegen 11.552 bij die van 1989 en 4.500 volgens een schatting uit 1968.
Nabij de stad loopt de rivier de Sochsoloch (zijrivier van de Marcha), hetgeen Jakoetisch is voor "rivier van de dood". Volgens een legende zijn hier namelijk eens ongelukkige rendieren verdronken in een mislukte poging de rivier over te steken over het dunne ijs.
De plaats ontstond in 1962 nadat in dat jaar de gelijknamige kimberlietlaag 'Ajchal' werd ontdekt en begonnen werd met de delving hiervan in de dagbouwmijn 'Ajchal'. Russische geologen waren al vanaf 1947 aan het zoeken naar vulkanische pijpen waaruit kimberliet kon worden gewonnen, maar pas in 1955 stuitte een jonge geoloog genaamd Joeri Chabardin op de kimberlietlaag, waarna hij de codeboodschap "ik rook de vredespijp" naar Moskou stuurde om duidelijk te maken dat het waardevolle materiaal was gevonden.
Ajchal werd vanwege de drassige ondergrond geheel gebouwd op betonnen palen, die in de permafrost steken om de gebouwen tegen de zomerdooi te beschermen. Ook zijn er gigantische pompen onder de gebouwen geplaatst, die zelfs in de koude winters koude lucht onder de gebouwen blazen om de permafrost zo veel mogelijk intact te doen houden. Ten slotte zijn alle gebouwen omringd door transparant plastic om de warmte binnen te houden. Oorspronkelijk was er ook een voorstel om de hele plaats onder een grote koepel te bouwen, maar dit werd uiteindelijk niet uitgevoerd. In 1985 werd de dagbouwmijn 'Joebilejnaja' geopend op ongeveer 20 kilometer van Ajchal. In Ajchal bevindt zich ook de ertsveredelingsfabriek 'Fabriek nr. 14' voor de verrijking van het kimberliet. De winning en ertsverwerking is nu in handen van het Russische diamantbedrijf ALROSA.
In de plaats bevinden zich twee middelbare scholen (nr. 5 en nr. 23), een aantal peuterspeelzalen en een ziekenhuis. De plaats is het grootste deel van het jaar alleen per vliegtuig bereikbaar (vanaf Moskou, Irkoetsk en Novosibirsk), waarbij de vliegtuigen landen op luchthaven Poljarny van Oedatsjny, dat door middel van een 60-kilometer lange verharde weg verbonden is met Ajchal.